# إليسون غودال
إليسون غودال (بالإنجليزية: Ellison Goodall)‏ هي عداءة المسافات الطويلة أمريكية، ولدت في 12 أكتوبر 1954.

## وصلات خارجية
- إليسون غودال على موقع الاتحاد الدولي لألعاب القوى (الإنجليزية)
- إليسون غودال على موقع IMDb (الإنجليزية)